# ディジョネット・コンプレックス
『ディジョネット・コンプレックス』（The DeJohnette Complex）は、ジャック・ディジョネットのデビュー・アルバム。ベニー・モウピン、スタンリー・カウエル、ミロスラフ・ヴィトウス、エディ・ゴメス、ロイ・ヘインズらが参加し、1968年に録音され、翌1969年、マイルストーン・レコードから発売された。

## 評価
オールミュージックのレヴューで、スコット・ヤナウは、「このアルバムの音楽は、前衛的なスウィングから簡潔なフリーの即興演奏や前衛的なファンクに至るまで、幅広いものとなっている…不思議だが魅力のある、概してうまくできた音楽である」とコメントしている。

## 収録曲
特に表記がないものはすべてジャック・ディジョネットの作曲
1. "Equipoise" (スタンリー・カウエル) - 3:58
2. "The Major General" - 6:34
3. "Miles' Mode" (ジョン・コルトレーン) - 6:36
4. "Requiem Number 1" - 2:21
5. "Mirror Image" (ミロスラフ・ヴィトウス) - 5:08
6. "Papa, Daddy and Me" - 7:53
7. "Brown, Warm and Wintry" - 5:02
8. "Requiem Number 2" - 1:41
  - 1968年12月26、27日、ニューヨーク、ダンドン・プロダクションにて録音。

## パーソネル
- ジャック・ディジョネット - ドラム、メロディカ
- ベニー・モウピン - テナー・サクソフォーン、フルート、コンサート・フルート
- スタンリー・カウエル - エレクトリック・ピアノ、ピアノ
- ミロスラフ・ヴィトウス - ダブルベース
- エディ・ゴメス - ベース
- ロイ・ヘインズ - ドラム、パーカッション